# 南種山村
南種山村（みなみたねやまむら）は、熊本県八代郡にあった村。

## 歴史
- 1889年（明治22年）4月1日 - 町村制の施行により、近世以来の南種山村が単独で自治体を形成。
- 1923年（大正12年）11月1日 - 北種山村・小浦村と合併して種山村が発足。同日南種山村廃止。